# Sebastian Bartoschek
Sebastian J. Bartoschek (ur. 20 sierpnia 1979 w Recklinghausen) – niemiecki dziennikarz, psycholog, sceptyk naukowy, podcaster i autor.

## Życie
W roku 2004 Bartoschek ukończył studia psychologii na Ruhr-Universität w Bochum. W 2013 obronił pracę doktorską na Westfalskim Uniwersytecie Wilhelma w Münsterze, a tematem pracy były teorie spiskowe. Głównym zajęciem Bartoschka jest diagnostyka dzieci i młodzieży.
W 2007 roku został członkiem niemieckiej organizacji GWUP (niem. Gesellschaft zur wissenschaftlichen Untersuchung von Parawissenschaften – Stowarzyszenia dla Naukowego Badania Paranauk). Napisał kilka prac naukowych z zakresu psychologii, m.in. „Lepszą ocenę kompetencji dla instytucji edukacyjnych” (rok 2007). W 2014 był jednym z założycieli organizacji Wissensdurst e.V., wspierającej badania i rozwój nauki. Od roku 2000 do 2005 był prezesem agencji Red Star Booking działającej w Recklinghausen, organizującej hardcorowe koncerty w zagłębiu Ruhry. Jest też członkiem Deutsch-Polnische Gesellschaft (Towarzystwa Niemiecko-Polskiego).
Sebastian Bartoschek jest żonaty i mieszka w Herne.

## Działalność
Bartoschek pisze dla gazety Bild, Skeptiker organizacji GWUP i humanistycznego magazynu diesseits. Od 2015 pisze też dla niemieckiego Huffington Post. Prowadzi także, razem z innymi psychologami, podcast o dyskordianizmie. Występował kilkakrotnie jako ekspert m.in. od teorii spiskowych w telewizjii na kanałach Stern TV, RTL, WDR i innych.

## Wybrane publikacje
- Sebastian Bartoschek, Alexander Waschkau, Luisa Rieland, Kleine Psychologie der Fake News, Amazon, 2017. Brak numerów stron w książce
- Sebastian Bartoschek, Lydia Benecke, Saskia Annen, Dossier: Hypnose im Ermittlungsverfahren, Institut für Psychologische Dienstleistungen Dr. Bartoschek, 2017. Brak numerów stron w książce
- Sebastian Bartoschek, Bürgerlicher Rechtsterrorismus?: Die Galgen hoch, die Reihen fest geschlossen, Ruhrbarone, 2016. Brak numerów stron w książce
- Sebastian Bartoschek, Humanisten & PEGIDA: Von Religionskritik und völkischem Denken, Ruhrbarone, 2016. Brak numerów stron w książce
- Sebastian Bartoschek, Empörungsnazis!: Was ich dem Netz vorwerfe und warum ihr es nicht ändern werdet., Hannover: jmb, 2015, ISBN 978-3-944342-78-8. Brak numerów stron w książce
- Sebastian Bartoschek, Thomas Koch, Peter Böhling, Rule 34 … und weitere Internet-Regeln, Hannover: jmb, 2015, ISBN 978-3-944342-98-6. Brak numerów stron w książce
- Sebastian Bartoschek, Bekanntheit von und Zustimmung zu Verschwörungstheorien – eine empirische Grundlagenarbeit, Hannover: jmb, 2015, ISBN 978-3-944342-60-3. Brak numerów stron w książce
- Sebastian Bartoschek, Alexa Waschkau, Psycho im Märchenwald. Ein Spaziergang durch 24 Märchen der Gebruder Grimm, Remda-Teichel: Edition Roter Drache, 2014, ISBN 978-3-939459-83-5. Brak numerów stron w książce
- Sebastian Bartoschek, Gedankenwelten 2. Interviews zwischen Wahn und Sinn, Hannover: jmb, 2014, ISBN 978-3-944342-39-9. Brak numerów stron w książce
- Sebastian Bartoschek, Diana Menschig, Von unsichtbaren Gorillas und tanzenden Bären: Ist unsere Realität real oder nur das Ergebnis unserer Fantasie, Hannover: jmb, 2014, ISBN 978-3-944342-44-3. Brak numerów stron w książce
- Sebastian Bartoschek, Alexa Waschkau, Alexander Waschkau, Muss man wissen! Ein Interview mit Dr. Axel Stoll, Hannover: jmb, 2013, ISBN 978-3-944342-29-0. Brak numerów stron w książce
- Sebastian Bartoschek, Alexa Waschkau, Ghosthunting. Auf Spurensuche im Jenseits, Aschaffenburg: Alibri, 2013, ISBN 978-3-86569-163-7. Brak numerów stron w książce
- Sebastian Bartoschek, Gedankenwelten. Interviews zwischen Science und Fiction, Hannover: jmb, 2012, ISBN 978-3-944342-10-8. Brak numerów stron w książce
- Sebastian Bartoschek, Der Stroop-Effekt enträtselt?: Variationen des Antwortmodus bei Farbe-Wort-Interferenz: Drei mögliche Ursachenquellen, Saarbrücken: VDM Verlag Dr. Müller, 2008, ISBN 978-3-639-10563-6. Brak numerów stron w książce
- Sebastian Bartoschek, Eindrücke von Gestern. Texte aus dem Ruhrgebiet (1993–1997), Norderstedt: Books on Demand, 2007, ISBN 978-3-8370-1539-3. Brak numerów stron w książce